# Chevenoz
Chevenoz är en kommun i departementet Haute-Savoie i regionen Auvergne-Rhône-Alpes i sydöstra Frankrike. Kommunen ligger i kantonen Abondance som tillhör arrondissementet Thonon-les-Bains. År 2022 hade Chevenoz 701 invånare.

## Befolkningsutveckling
Antalet invånare i kommunen Chevenoz
| Referens: INSEE |